# Laetana jeanneli
Laetana jeanneli es una especie de insecto coleóptero de la familia Chrysomelidae. Fue descrita científicamente en 1918 por Laboissiere.